# Bobinka (Polska)
Bobinka – osada w Polsce, w województwie podlaskim, w powiecie hajnowskim, w gminie Dubicze Cerkiewne.
Do 2023 miejscowość była częścią wsi Starzyna.
Bobinka stanowiła dawniej zachodnią część wsi Bobinka, przedzieloną granicą państwową po II wojnie światowej. Bobinka związana była z gminą Wierzchowice w woj. poleskim (powiat brzeski), natomiast Starzyna z gminą Białowieża w woj. białostockim (powiat bielski). Po wojnie stanowiła część Wojnówki, z którą jest lepiej skomunikowana mimo że leży dalej od Starzyny (zarówno Bobinka jak i Wojnówka należały dawniej do woj. poleskiego). Później Bobinkę włączono do Starzyny mimo braku dogodnego połączenia między nimi w granicach Bobinki. W 2024 wreszcie Bobinkę odłączono od Starzyny, tworząc odrębną osadę.